# Don Juan (E. T. A. Hoffmann)
Don Juan ist eine romantische Künstlernovelle von E. T. A. Hoffmann, die am 31. März 1813 in der „Allgemeinen musikalischen Zeitung“ in Leipzig vorabgedruckt wurde und im Jahr darauf im Band 1 der „Fantasiestücke in Callot's Manier“ erschien.
Der reisende Enthusiast bewundert und verehrt die Darstellerin der Donna Anna in Mozarts „Don Giovanni“. Mit dem Text habe E. T. A. Hoffmann der jungen Sängerin Elisabeth Röckel seine Reverenz erwiesen.

## Form
Der Protagonist und Ich-Erzähler, also der reisende Enthusiast, bewegt sich alternierend auf zwei Ebenen – der alltäglichen und der phantastischen. Letztere ist auf die Fremdenloge Nr. 23 eines Provinztheaters im deutschsprachigen Raum lokalisierbar und der Rest – ein Hotelzimmer und die Wirtstafel in dem Hotel – ist Alltag. Die Alltagsebene ist lediglich „Kontrastmittel“ für die dominierende phantastische Ebene. Der reisende Enthusiast fokussiert seine ganze Vorstellungskraft während und nach der Aufführung von Mozarts „Don Giovanni“ auf Donna Anna, genauer: auf die italienische Sängerin der Rolle. Auf phantastischer Ebene sind Gesetze der Logik scheinbar aufgehoben. Wie kann es sonst sein, dass Donna Anna sowohl auf der Bühne als auch in der Fremdenloge präsent ist?
Von dieser „fabelhaften Begebenheit“, die über weniger als einen Tag verläuft, erzählt der reisende Enthusiast seinem Freunde Theodor in Briefform.

## Handlung
Der Kellner macht den reisenden Enthusiasten auf eine Tapetentür in seinem Zimmer aufmerksam. Über diese gelangt der Reisende unmittelbar in Nro. 23. Das ist die Fremdenloge. Unten auf der Bühne wird gerade der „Don Juan von dem berühmten Herrn Mozart aus Wien“ gegeben. Während der Enthusiast ganz glücklich und allein in der Loge das so vollkommene Meisterwerk mit allen seinen „Empfindungsfasern“ umklammert und in sein „Selbst hineinziehen“ möchte, ist es ihm so, als ob jemand leise in seine Loge hineinschlüpft. Aber er will sich nicht „aus dem herrlichen Moment der poetisch-musikalischen“ Exaltation herausreißen lassen. Denn der Enthusiast ist „ganz versunken in die poetische Welt, die“ ihm die Oper eröffnete. Und doch – Donna Anna steht in ihrem Kostüm hinter ihm. Der Enthusiast artikuliert sein Erstaunen und bekommt Antwort im reinsten Toskanisch. Die Frau duzt ihn und nennt ihn bei seinem Vornamen. Denn seit sie in der neuesten Oper des reisenden Enthusiasten eine Rolle übernommen hat, kenne sie sein Innerstes.
Nach der Opernaufführung hat der Enthusiast das Gewäsch an der Wirtstafel satt und zieht sich in sein Zimmer zurück. Noch einmal betritt er in tiefer Nacht über jene Tapetentür die Fremdenloge und ruft hinab auf die leere Bühne: „Donna Anna!“
Dann „zittert ein wunderbarer Ton herauf“ und dem Enthusiasten erscheint Donna Anna ein zweites Mal. Alles, was ihr durch Don Juan widerfahren ist, lässt befürchten, sie wird das Jahr nicht überstehen. Als es zwei Uhr schlägt, glaubt der Enthusiast, er höre Donna Annas Stimme und meint, ein Hauch von dem Duft ihres Parfüms streiche durch die Fremdenloge. Da ist es, als spiele ein „luftiges Orchester“ auf und dem Enthusiasten ist, als ob Donna Annas Stimme erklänge.
Am darauffolgenden Mittag wird das Gewäsch an der Wirtstafel von der lapidaren Nachricht unterbrochen, jene Signora, die die Rolle der Donna Anna gesungen hat, sei Punkt zwei Uhr nachts gestorben.

## Rezeption
- Wetzel und Rochlitz loben die Erzählung nach ihrem Erscheinen.[8] Auch in der Folgezeit nennen Musikkritiker – zum Beispiel Ludwig Rellstab im Jahr 1827[9] – E. T. A. Hoffmanns poetischen Versuch der Donna-Anna-Deutung in Verbindung mit Besprechungen von Don-Giovanni-Aufführungen.
- Details finden sich bei Steinecke[10]. Zum Beispiel geht er auf eine Begebenheit aus E. T. A. Hoffmanns Posener Zeit ein. Dort soll die Sängerin der Donna Anna nach der ersten Aufführung gestorben sein. Steinecke nennt daneben E. T. A. Hoffmanns zwei Jahrzehnte jüngere Bamberger Gesangsschülerin Julia Mark als mögliches Vorbild der Protagonistin.[11]

Entsprechend seiner phantastischen Grundierung ist kaum ein Text E. T. A. Hoffmanns unter so disparaten Aspekten interpretiert worden wie der „Don Juan“:
- Einerseits schreibt Werner, „Nach Hoffmanns Auffassung ist der Mensch verloren, der sich im Irdischen verliert. Er verkümmert als Philister oder fällt als dämonische Natur – wie Don Juan – in die Hände des Bösen. Wahres menschliches Wirken müsse sich auf die erahnte übersinnliche Welt beziehen.“[12] Und andererseits möchte er gern an unseren alltäglich geltenden Gesetzen der Logik festhalten: „Warum soll nicht Donna Anna während einer Spielpause in die Loge des ihr bekannten fremden Komponisten gelangt sein? Oder ist es nicht möglich, daß der reisende Enthusiast, erschöpft von den Erlebnissen des Tages, von einem nochmaligen Besuch der reizenden Sängerin geträumt hat?“[13]
- Von Matt bestaunt E. T. A. Hoffmanns Sendungsbewusstsein und belegt es mit dem berühmten Zitat: „Nur der Dichter versteht den Dichter; nur ein romantisches Gemüt kann eingehen in das Romantische; nur der poetisch exaltierte Geist, der mitten im Tempel die Weihe empfing, das verstehen, was der Geweihte in der Begeisterung ausspricht.“[14] E. T. A. Hoffmann führe den Leser also in „blitzende Paradiese“. Auch nur ein Kurzaufenthalt in jenem erschlossenen Gefilde mache das Leserleben lebenswert.[15] Steinecke nennt das Zitat einen der Kernsätze der „romantischen Ästhetik“. Manche Interpreten hätten das Statement etwa so ausgelegt und gutgeheißen: „Nur der Dichter Hoffmann könne den Künstler Mozart verstehen.“[16] Dabei habe doch E. T. A. Hoffmann die Oper „Don Giovanni“ ganz nach eigenem Gutdünken verstanden.[17]
- Safranski[18] untersucht das Unglück des hässlichen Körpers in seiner Inversion; sucht Antwort auf die Frage: Warum flieht Donna Anna vor Don Juan aus der Opernaufführung zu dem (hässlichen) reisenden Enthusiasten in die Fremdenloge? Antwort: Der schöne Körper der Signora sei ihr Unglück. Also suche sie das Glück in der Musik. Ein Hässlicher (der Enthusiast) könne die Bühnenflüchtige verstehen.
- Der Ich-Erzähler gibt ein Bekenntnis Donna Annas wieder: „Sie sagte, ihr ganzes Leben sei Musik, und oft glaube sie manches im Innern geheimnisvoll Verschlossene, was keine Worte aussprächen, singend zu begreifen.“[19] Kaiser[20] nimmt solches Wesen, also ihren „zauberische[n] Wahnsinn ewig sehnender Liebe“[21], als Todesursache Donna Annas.
- Nach Schulz[22] habe E. T. A. Hoffmann die Oper Mozarts in eine Künstlernovelle umgeschrieben. Zudem sei aus dem Text einiges von der sexuellen Befindlichkeit seines Verfassers ablesbar.
- Kaiser[23] und Steinecke[24] nennen Arbeiten von Dobat (1984), Hartmut Kaiser (1975), Jérôme Prieur[25] (1978), Johanna Patzelt (1976), David E. Wellbery (1980), Wolfgang Wittkowski (1978) und Albert Meier (1992).

### Erstausgabe
- Don Juan. Eine fabelhafte Begebenheit, die sich mit einem reisenden Enthusiasten zugetragen. S. 197–240 in: E. T. A. Hoffmann: Fantasiestücke in Callot's Manier. Blätter aus dem Tagebuche eines reisenden Enthusiasten. Mit einer Vorrede von Jean Paul. ‹Erster Band›. 240 Seiten. Neues Leseinstitut von C. F. Kunz, Bamberg 1814

### Verwendete Ausgabe
- E. T. A. Hoffmann: Don Juan. Eine fabelhafte Begebenheit, die sich mit einem reisenden Enthusiasten zugetragen. S. 83–97 in: Hartmut Steinecke (Hrsg.): E. T. A. Hoffmann: Fantasiestücke in Callot's Manier. Werke 1814. Deutscher Klassiker Verlag im Taschenbuch. Bd. 14. Frankfurt am Main 2006, ISBN 978-3-618-68014-7 (entspricht: Bd. 2/1 in: Hartmut Steinecke (Hrsg.): „E. T. A. Hoffmann: Sämtliche Werke in sieben Bänden“, Frankfurt am Main 1993)

### Sekundärliteratur
- Hans-Georg Werner: E. T. A. Hoffmann. Darstellung und Deutung der Wirklichkeit im dichterischen Werk. Arion Verlag, Weimar 1962, S. 49–53.
- Peter von Matt: Die Augen der Automaten. E. T. A. Hoffmanns Imaginationslehre als Prinzip seiner Erzählkunst. Max Niemeyer Verlag, Tübingen 1971, ISBN 3-484-18018-8.
- Rüdiger Safranski: E. T. A. Hoffmann. Das Leben eines skeptischen Phantasten. 2. Auflage. Fischer-Taschenbuch-Verlag, Frankfurt am Main 2001 (1. Aufl. 1984), ISBN 3-596-14301-2.
- Gerhard R. Kaiser: E. T. A. Hoffmann. Metzler, Stuttgart 1988, ISBN 3-476-10243-2. (Sammlung Metzler; 243; Realien zur Literatur)
- Gerhard Schulz: Die deutsche Literatur zwischen Französischer Revolution und Restauration. Teil 2. Das Zeitalter der Napoleonischen Kriege und der Restauration: 1806–1830. C. H. Beck, München 1989, ISBN 3-406-09399-X.
- Albert Meier: Fremdenloge und Wirtstafel. Zur poetischen Funktion des Realitätsschocks in E.T.A. Hoffmanns Fantasiestück “Don Juan”. In: Zeitschrift für Deutsche Philologie 111 (1992), S. 516–531.